# Marine espagnole
Pour les articles homonymes, voir Armada.
Pour la tentative d'invasion d'Angleterre en 1588, voir Invincible Armada.
La marine espagnole (en espagnol : Armada Española) est la composante marine des forces armées espagnoles. Il s'agit de l'une des plus anciennes forces navales en service, dont la création remonte au XVe siècle.

## Histoire

La bataille de Lépante

L'origine d'une armée maritime espagnole provient de la découverte des Amériques par Christophe Colomb. La jeune Espagne doit ravitailler et protéger ses provinces d'outre-mer. Commence ainsi un siècle de domination maritime des célèbres galions espagnols sur l'Atlantique, le Pacifique (le lac espagnol), découvert par les Espagnols, et la Méditerranée.
En 1571, l'Empire ottoman tente de prendre le contrôle de la Méditerranée mais une flotte chrétienne se coalisa et la bataille de Lépante permit à l'Espagne de rester la nation dominante. En 1588, Philippe II d'Espagne décida l'invasion de l'Angleterre. Mais la déroute de l'Invincible Armada combinée à l'usure de la guerre de Quatre-Vingts Ans limita l'Empire colonial espagnol dans ses prétentions territoriales.
Au XVIIIe siècle, l'Espagne reçut l'aide de son allié la France pour moderniser ses navires. Bien que l'Espagne n'eut plus la plus grosse flotte de guerre d'Europe (elle disposait de 64 vaisseaux en 1779 mais de seulement 48 armés, ce qui la mettait presque au niveau de la marine française de l'époque), elle conserva un rôle important jusqu'à la bataille de Trafalgar. À la fin du XIXe siècle, l'Espagne tenta de conserver ses colonies d'Amérique centrale mais la guerre hispano-américaine déboucha sur l'indépendance de Cuba et la perte de nombreuses possessions au profit des États-Unis.

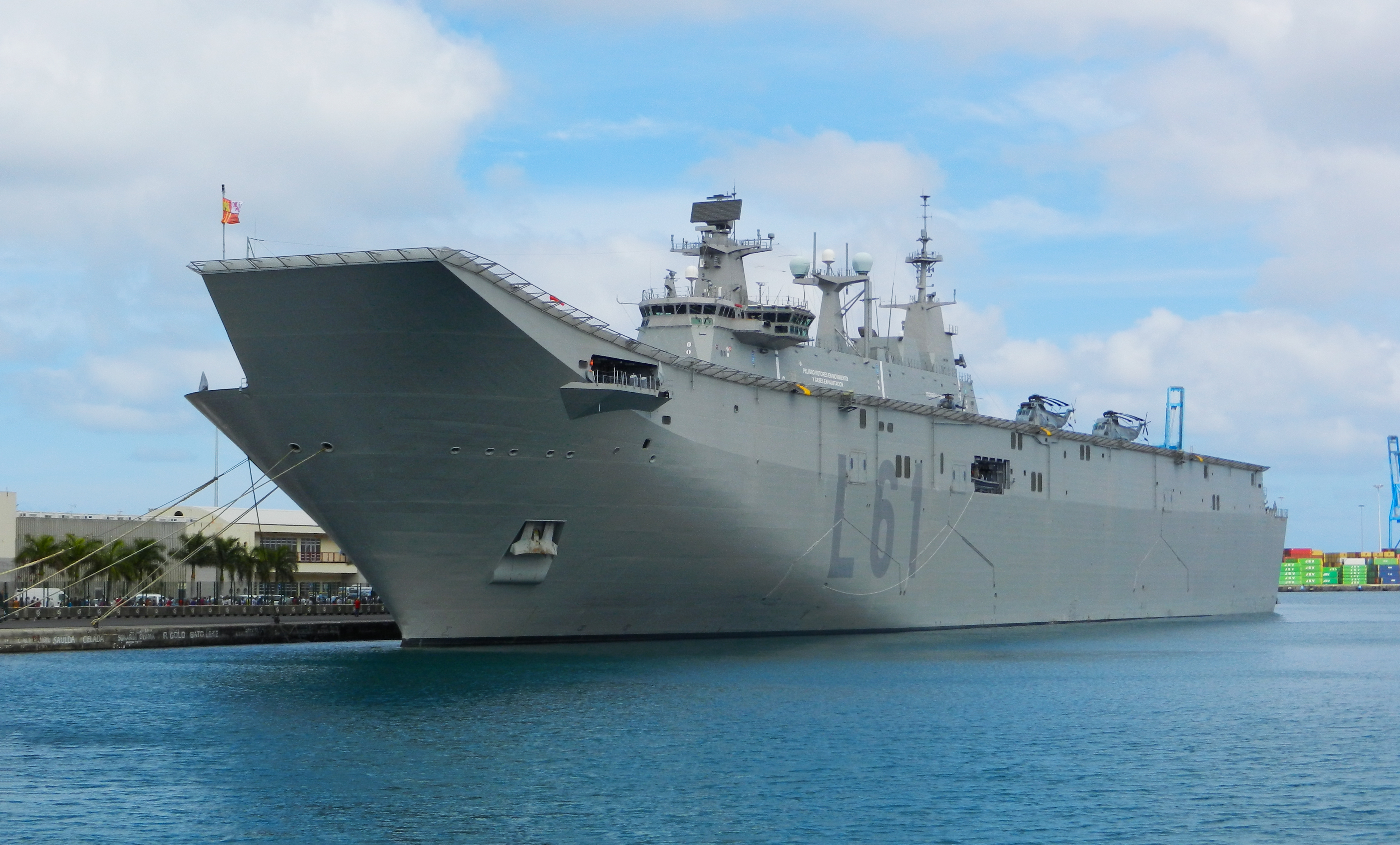
Le LHD Juan Carlos I (L61).

Pendant la guerre civile (juillet 1936-avril 1939), la marine est scindée selon les deux camps,.

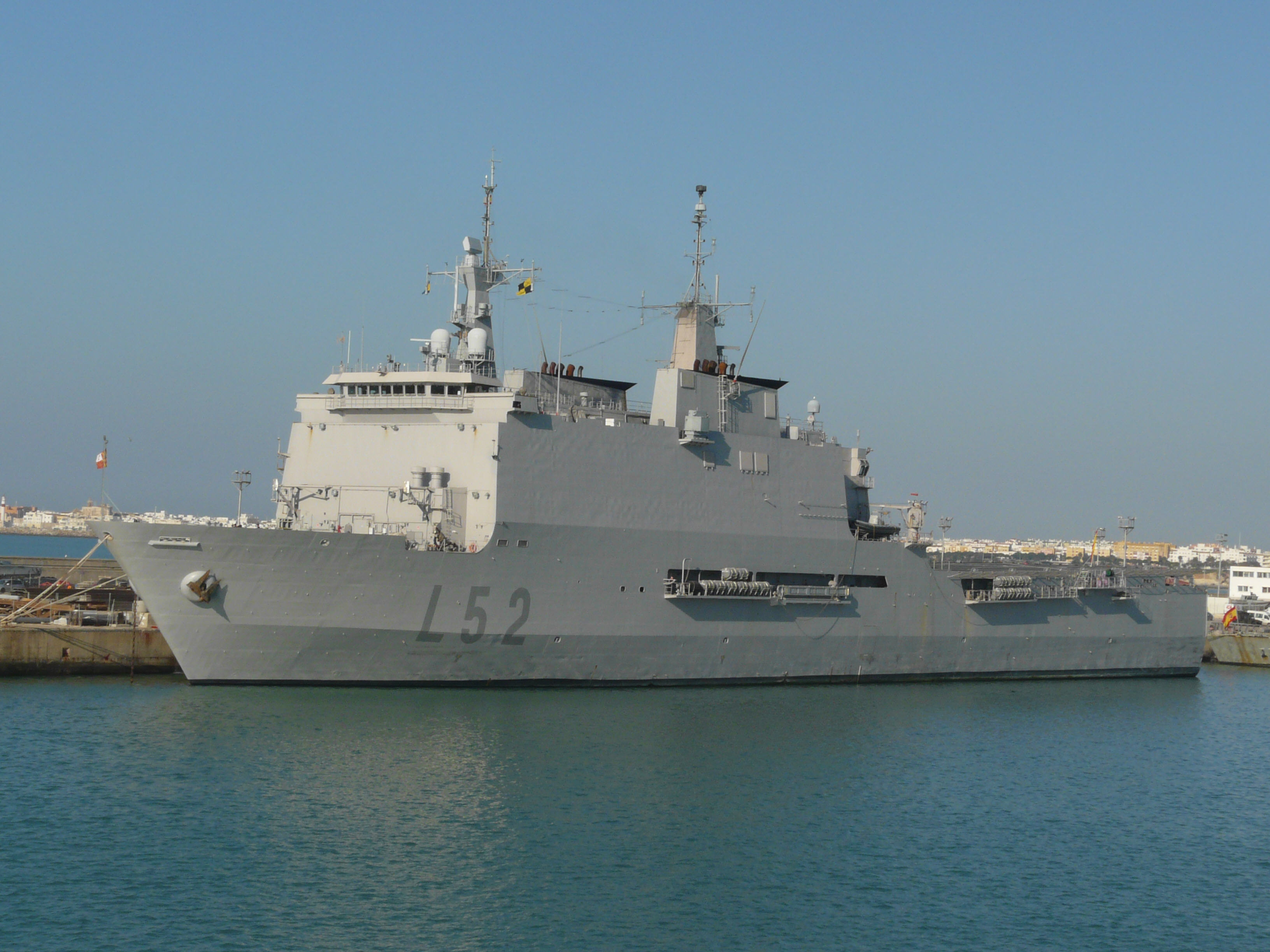
Le LPD Galicia.

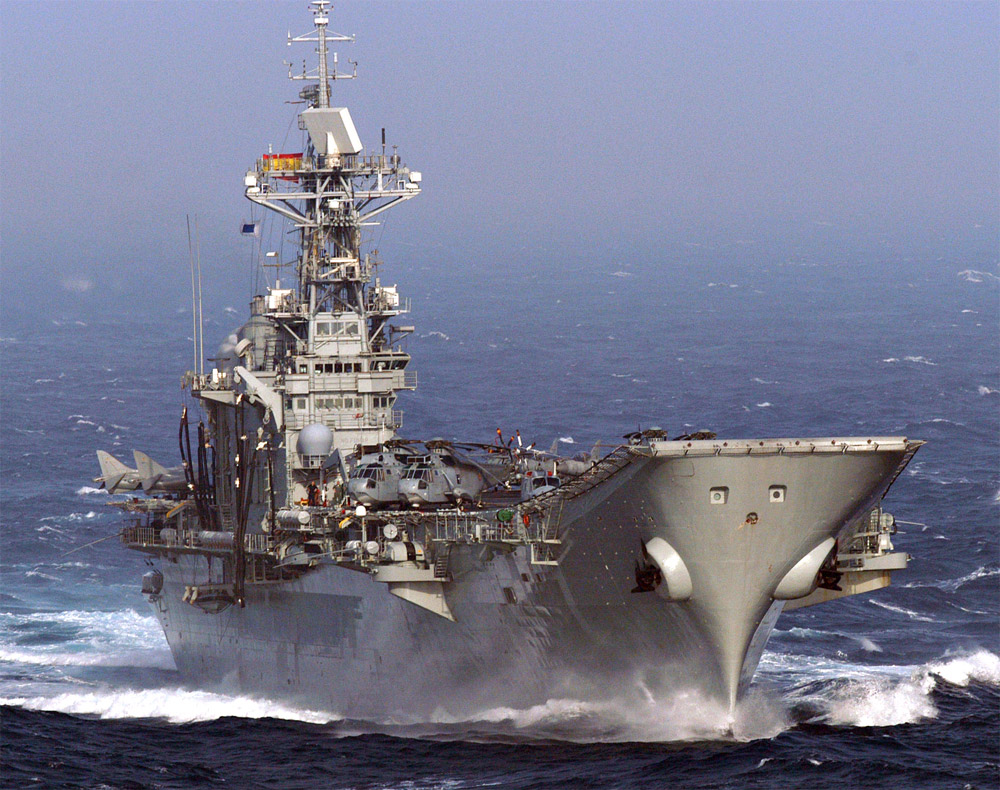
Le porte-aéronef Príncipe de Asturias (R11).

Depuis 1991, le Service maritime de la Garde Civile a repris des fonctions de patrouilles maritimes littorales et fluviales dévolues à la marine espagnole qui du coup retire peu à peu du service ses navires patrouilleurs pour ne conserver que les patrouilleurs hauturiers

## Commandement
Actuellement l’organisation de la force navale espagnole est regroupée en quatre régions sous le commandement général de l'Amirauté, L'Armada d'Almirante Jefe del Estado Mayor de la Armada (AJEMA) et Almirante de Acción Marítima (ALMART). Ces régions sont les îles Canaries, Cadix, Ferrol et les îles Baléares. Sa principale base navale se situe à Rota.

## Effectifs
Au 1er novembre 2016, ses effectifs étaient de 20 608 personnels dont 4 680 fusiliers-marins et près de cent navires.
En 2011, ses effectifs étaient de 22 630 personnels dont 3 220 officiers et 6 000 fusiliers-marins contre 32 700 personnels dont 6 950 fusiliers-marins en 2001.

## Navires
La marine espagnole s'organise dans les années 2010 autour d'un groupe aéronaval et de trois bâtiments de débarquement. En 2017, onze frégates (5 de la classe Álvaro de Bazán et 6 de la classe Santa María) et deux sous-marins de la classe Agosta en fin de vie servent pour leur escorte. Le porte-aéronef Príncipe de Asturias retiré en 2013 a été rejoint en 2010 par un navire mixte porte-aéronef/bâtiment de débarquement, le Juan Carlos I, qui a commencé ses essais en 2009 et l'a depuis remplacé emportant une douzaine de AV-8B Harrier II qui arrivent théoriquement en fin de vie en 2025. Les sous-marins de classe Agosta seront remplacés à partir du début des années 2020 par 4 sous-marins de la classe S-80 tout comme les frégates de classe Santa María par des frégates de classe F-110.

## La flotte de l'Armada Espagnole

### Porte Aéronefs
| Classes            | Navires       | No.  | Commissionné | Constructeurs | Origine | Deplacement (tonnes) | Vitesse (knots) | Photos | Notes |
| ------------------ | ------------- | ---- | ------------ | ------------- | ------- | -------------------- | --------------- | ------ | --- |
| Classe Juan Carlos | Juan Carlos I | L-61 | 2010         | Navantia      | Espagne | 26.800               | 21              |        | Le navire embarque 13 Harriers de la 9ieme escadrille. Le navire sert également de batiment amphibie pour la projection de troupes. |

### Frégates Anti-aériennes
| Classes                | Navires                  | No.   | Commissionné | Constructeurs | Origine | Deplacement (tonnes) | Vitesse (knots) | Photos | Notes |
| ---------------------- | ------------------------ | ----- | ------------ | ------------- | ------- | -------------------- | --------------- | ------ | --- |
| Classe Alvaro de Bazan | Alvaro de Bazan          | F-101 | 2002         | Navantia      | Espagne | 5.800                | 28              |        | Les frégates de classe F-100 « Álvaro de Bazán » sont les premiers navires de guerre européens dotés du système Aegis. Ils ont la capacité de détecter et de suivre plus de 90 cibles mobiles et de diriger des projectiles anti-aériens et de surface. Ce sont les premiers navires espagnols dotés de la nouvelle coque de protection balistique en acier à haute résistance. Il complète sa protection avec des moteurs montés sur pièces élastiques, qui ne transmettent pas de bruit à la coque, |
| Classe Alvaro de Bazan | Almirante Juan de Borbon | F-102 | 2003         | Navantia      | Espagne | 5.800                | 28              |        | Les frégates de classe F-100 « Álvaro de Bazán » sont les premiers navires de guerre européens dotés du système Aegis. Ils ont la capacité de détecter et de suivre plus de 90 cibles mobiles et de diriger des projectiles anti-aériens et de surface. Ce sont les premiers navires espagnols dotés de la nouvelle coque de protection balistique en acier à haute résistance. Il complète sa protection avec des moteurs montés sur pièces élastiques, qui ne transmettent pas de bruit à la coque, |
| Classe Alvaro de Bazan | Blas de Lezo             | F-103 | 2004         | Navantia      | Espagne | 5.800                | 28              |        | Les frégates de classe F-100 « Álvaro de Bazán » sont les premiers navires de guerre européens dotés du système Aegis. Ils ont la capacité de détecter et de suivre plus de 90 cibles mobiles et de diriger des projectiles anti-aériens et de surface. Ce sont les premiers navires espagnols dotés de la nouvelle coque de protection balistique en acier à haute résistance. Il complète sa protection avec des moteurs montés sur pièces élastiques, qui ne transmettent pas de bruit à la coque, |
| Classe Alvaro de Bazan | Mendez Nuñez             | F-104 | 2006         | Navantia      | Espagne | 5.800                | 28              |        | Les frégates de classe F-100 « Álvaro de Bazán » sont les premiers navires de guerre européens dotés du système Aegis. Ils ont la capacité de détecter et de suivre plus de 90 cibles mobiles et de diriger des projectiles anti-aériens et de surface. Ce sont les premiers navires espagnols dotés de la nouvelle coque de protection balistique en acier à haute résistance. Il complète sa protection avec des moteurs montés sur pièces élastiques, qui ne transmettent pas de bruit à la coque, |
| Classe Alvaro de Bazan | Cristobal Colon          | F-105 | 2012         | Navantia      | Espagne | 6.200                | 28              |        | Les frégates de classe F-100 « Álvaro de Bazán » sont les premiers navires de guerre européens dotés du système Aegis. Ils ont la capacité de détecter et de suivre plus de 90 cibles mobiles et de diriger des projectiles anti-aériens et de surface. Ce sont les premiers navires espagnols dotés de la nouvelle coque de protection balistique en acier à haute résistance. Il complète sa protection avec des moteurs montés sur pièces élastiques, qui ne transmettent pas de bruit à la coque, |

### Frégates Anti Sous marine
| Classes            | Navires     | No.  | Commissionné | Constructeurs | Origine | Deplacement (tonnes) | Vitesse (knots) | Photos | Notes |
| ------------------ | ----------- | ---- | ------------ | ------------- | ------- | -------------------- | --------------- | ------ | --- |
| Classe Santa Maria | Santa María | F-81 | 1986         | Bazan         | Espagne | 4.100                | 29              |        | La Classe Santa María, également connue sous le nom de Classe F-80, est une série de six frégates spécialisées dans la défense anti-sous-marine de la marine espagnole de conception américaine, qui reçoivent ce nom de la première de sa classe, la Santa María, qui hérite du nom du navire avec lequel Christophe Colomb est arrivé en Amérique. Elles seront remplacées à partir de 2026 par la classe Bonifaz (F-110). |
| Classe Santa Maria | Victoria    | F-82 | 1987         | Bazan         | Espagne | 4.100                | 29              |        | La Classe Santa María, également connue sous le nom de Classe F-80, est une série de six frégates spécialisées dans la défense anti-sous-marine de la marine espagnole de conception américaine, qui reçoivent ce nom de la première de sa classe, la Santa María, qui hérite du nom du navire avec lequel Christophe Colomb est arrivé en Amérique. Elles seront remplacées à partir de 2026 par la classe Bonifaz (F-110). |
| Classe Santa Maria | Numancia    | F-83 | 1988         | Bazan         | Espagne | 4.100                | 29              |        | La Classe Santa María, également connue sous le nom de Classe F-80, est une série de six frégates spécialisées dans la défense anti-sous-marine de la marine espagnole de conception américaine, qui reçoivent ce nom de la première de sa classe, la Santa María, qui hérite du nom du navire avec lequel Christophe Colomb est arrivé en Amérique. Elles seront remplacées à partir de 2026 par la classe Bonifaz (F-110). |
| Classe Santa Maria | Reina Sofía | F-84 | 1990         | Bazan         | Espagne | 4.100                | 29              |        | La Classe Santa María, également connue sous le nom de Classe F-80, est une série de six frégates spécialisées dans la défense anti-sous-marine de la marine espagnole de conception américaine, qui reçoivent ce nom de la première de sa classe, la Santa María, qui hérite du nom du navire avec lequel Christophe Colomb est arrivé en Amérique. Elles seront remplacées à partir de 2026 par la classe Bonifaz (F-110). |
| Classe Santa Maria | Navarra     | F-85 | 1994         | Bazan         | Espagne | 4.100                | 29              |        | La Classe Santa María, également connue sous le nom de Classe F-80, est une série de six frégates spécialisées dans la défense anti-sous-marine de la marine espagnole de conception américaine, qui reçoivent ce nom de la première de sa classe, la Santa María, qui hérite du nom du navire avec lequel Christophe Colomb est arrivé en Amérique. Elles seront remplacées à partir de 2026 par la classe Bonifaz (F-110). |
| Classe Santa Maria | Canarias    | F-86 | 1994         | Bazan         | Espagne | 4.100                | 29              |        | La Classe Santa María, également connue sous le nom de Classe F-80, est une série de six frégates spécialisées dans la défense anti-sous-marine de la marine espagnole de conception américaine, qui reçoivent ce nom de la première de sa classe, la Santa María, qui hérite du nom du navire avec lequel Christophe Colomb est arrivé en Amérique. Elles seront remplacées à partir de 2026 par la classe Bonifaz (F-110). |

### Sous Marins
| Classes        | Navires     | No.  | Commissionné | Constructeurs | Origine | Deplacement (tonnes) | Vitesse (knots) | Photos | Notes |
| -------------- | ----------- | ---- | ------------ | ------------- | ------- | -------------------- | --------------- | ------ | --- |
| Classe Galerna | Galerna     | S-71 | 1983         | Bazan         | Espagne | 1740                 | 20.5            |        | Dernier navire en activité de classe Galerna, seront remplacés par la classe S-80. |
| Classe S-80+   | Isaac Peral | S-81 | 2023         | Navantia      | Espagne | 3700                 | 20++            |        | La classe Isaac Peral (initialement classe S-80, et après modifications classe S-80 Plus) est une série de sous-marins d'attaque SSK-AIP construits par la société espagnole Navantia à Carthagène. 4 Navires sont prévus, l'Armada annonce qu'elle étudie la possibilité d'entendre la classe à 6 navires. |

### Navires Ravitailleurs
| Classes | Navires   | No.  | Commissionné | Constructeurs | Origine | Deplacement (tonnes) | Vitesse (knots) | Photos | Notes                                                  |
| ------- | --------- | ---- | ------------ | ------------- | ------- | -------------------- | --------------- | ------ | ------------------------------------------------------ |
| AOR     | Patiño    | A-14 | 1995         | Bazan         | Espagne | 17 075               | 20              |        | Sera remplacé en 2026 par un nouveau navire.           |
| AOR     | Cantabria | A-15 | 2010         | Navantia      | Espagne | 19 550               | 21.3            |        | Plus grand navire de la marine après le Juan Carlos I. |

### Navires amphibies
| Classes        | Navires  | No.  | Commissionné | Constructeurs | Origine | Deplacement (tonnes) | Vitesse (knots) | Photos | Notes                                                                                                |
| -------------- | -------- | ---- | ------------ | ------------- | ------- | -------------------- | --------------- | ------ | --- |
| Classe Galicia | Galicia  | L-51 | 1998         | Izar          | Espagne | 12 800               | 20              |        | Programme mené conjointement avec les Pays Bas. Peut transporter un bataillon complet de 600 hommes. |
| Classe Galicia | Castilla | L-52 | 2000         | Izar          | Espagne | 12 800               | 20              |        | Programme mené conjointement avec les Pays Bas. Peut transporter un bataillon complet de 600 hommes. |

| Péniches de débarquement            | Péniches de débarquement | Péniches de débarquement | Péniches de débarquement | Péniches de débarquement | Péniches de débarquement | Péniches de débarquement |
| ----------------------------------- | ------------------------ | ------------------------ | ------------------------ | ------------------------ | ------------------------ | --- |
| Assault Amphibie (LCM) Clase LCM-1E | L-603                    | 2006                     | 107,6                    | 23,3                     |                          | Les LCM-1E sont des péniches de débarquement amphibies dotées de moyens mécanisés (LCM signifie Landing Craft Mechanized) fabriquées par Navantia pour la marine espagnole dans l'usine de San Fernando (Cadix). Sa mission principale est de placer les éléments qui composent la force de débarquement sur la plage dans un délai raisonnablement court en les transportant à terre depuis les navires d'assaut amphibies. |
| Assault Amphibie (LCM) Clase LCM-1E | L-604                    | 2006                     | 107,6                    | 23,3                     |                          | Les LCM-1E sont des péniches de débarquement amphibies dotées de moyens mécanisés (LCM signifie Landing Craft Mechanized) fabriquées par Navantia pour la marine espagnole dans l'usine de San Fernando (Cadix). Sa mission principale est de placer les éléments qui composent la force de débarquement sur la plage dans un délai raisonnablement court en les transportant à terre depuis les navires d'assaut amphibies. |
| Assault Amphibie (LCM) Clase LCM-1E | L-605                    | 2006                     | 107,6                    | 23,3                     |                          | Les LCM-1E sont des péniches de débarquement amphibies dotées de moyens mécanisés (LCM signifie Landing Craft Mechanized) fabriquées par Navantia pour la marine espagnole dans l'usine de San Fernando (Cadix). Sa mission principale est de placer les éléments qui composent la force de débarquement sur la plage dans un délai raisonnablement court en les transportant à terre depuis les navires d'assaut amphibies. |
| Assault Amphibie (LCM) Clase LCM-1E | L-606                    | 2007                     | 107,6                    | 23,3                     |                          | Les LCM-1E sont des péniches de débarquement amphibies dotées de moyens mécanisés (LCM signifie Landing Craft Mechanized) fabriquées par Navantia pour la marine espagnole dans l'usine de San Fernando (Cadix). Sa mission principale est de placer les éléments qui composent la force de débarquement sur la plage dans un délai raisonnablement court en les transportant à terre depuis les navires d'assaut amphibies. |
| Assault Amphibie (LCM) Clase LCM-1E | L-607                    | 2007                     | 107,6                    | 23,3                     |                          | Les LCM-1E sont des péniches de débarquement amphibies dotées de moyens mécanisés (LCM signifie Landing Craft Mechanized) fabriquées par Navantia pour la marine espagnole dans l'usine de San Fernando (Cadix). Sa mission principale est de placer les éléments qui composent la force de débarquement sur la plage dans un délai raisonnablement court en les transportant à terre depuis les navires d'assaut amphibies. |
| Assault Amphibie (LCM) Clase LCM-1E | L-608                    | 2007                     | 107,6                    | 23,3                     |                          | Les LCM-1E sont des péniches de débarquement amphibies dotées de moyens mécanisés (LCM signifie Landing Craft Mechanized) fabriquées par Navantia pour la marine espagnole dans l'usine de San Fernando (Cadix). Sa mission principale est de placer les éléments qui composent la force de débarquement sur la plage dans un délai raisonnablement court en les transportant à terre depuis les navires d'assaut amphibies. |
| Assault Amphibie (LCM) Clase LCM-1E | L-609                    | 2007                     | 107,6                    | 23,3                     |                          | Les LCM-1E sont des péniches de débarquement amphibies dotées de moyens mécanisés (LCM signifie Landing Craft Mechanized) fabriquées par Navantia pour la marine espagnole dans l'usine de San Fernando (Cadix). Sa mission principale est de placer les éléments qui composent la force de débarquement sur la plage dans un délai raisonnablement court en les transportant à terre depuis les navires d'assaut amphibies. |
| Assault Amphibie (LCM) Clase LCM-1E | L-610                    | 2007                     | 107,6                    | 23,3                     |                          | Les LCM-1E sont des péniches de débarquement amphibies dotées de moyens mécanisés (LCM signifie Landing Craft Mechanized) fabriquées par Navantia pour la marine espagnole dans l'usine de San Fernando (Cadix). Sa mission principale est de placer les éléments qui composent la force de débarquement sur la plage dans un délai raisonnablement court en les transportant à terre depuis les navires d'assaut amphibies. |
| Assault Amphibie (LCM) Clase LCM-1E | L-611                    | 2007                     | 107,6                    | 23,3                     |                          | Les LCM-1E sont des péniches de débarquement amphibies dotées de moyens mécanisés (LCM signifie Landing Craft Mechanized) fabriquées par Navantia pour la marine espagnole dans l'usine de San Fernando (Cadix). Sa mission principale est de placer les éléments qui composent la force de débarquement sur la plage dans un délai raisonnablement court en les transportant à terre depuis les navires d'assaut amphibies. |
| Assault Amphibie (LCM) Clase LCM-1E | L-612                    | 2007                     | 107,6                    | 23,3                     |                          | Les LCM-1E sont des péniches de débarquement amphibies dotées de moyens mécanisés (LCM signifie Landing Craft Mechanized) fabriquées par Navantia pour la marine espagnole dans l'usine de San Fernando (Cadix). Sa mission principale est de placer les éléments qui composent la force de débarquement sur la plage dans un délai raisonnablement court en les transportant à terre depuis les navires d'assaut amphibies. |
| Assault Amphibie (LCM) Clase LCM-1E | L-613                    | 2007                     | 107,6                    | 23,3                     |                          | Les LCM-1E sont des péniches de débarquement amphibies dotées de moyens mécanisés (LCM signifie Landing Craft Mechanized) fabriquées par Navantia pour la marine espagnole dans l'usine de San Fernando (Cadix). Sa mission principale est de placer les éléments qui composent la force de débarquement sur la plage dans un délai raisonnablement court en les transportant à terre depuis les navires d'assaut amphibies. |
| Assault Amphibie (LCM) Clase LCM-1E | L-614                    | 2008                     | 107,6                    | 23,3                     |                          | Les LCM-1E sont des péniches de débarquement amphibies dotées de moyens mécanisés (LCM signifie Landing Craft Mechanized) fabriquées par Navantia pour la marine espagnole dans l'usine de San Fernando (Cadix). Sa mission principale est de placer les éléments qui composent la force de débarquement sur la plage dans un délai raisonnablement court en les transportant à terre depuis les navires d'assaut amphibies. |

### Chasseurs de Mines
| Classes       | Navires | No.  | Commissionné | Constructeurs | Origine | Deplacement (tonnes) | Vitesse (knots) | Photos | Notes |
| ------------- | ------- | ---- | ------------ | ------------- | ------- | -------------------- | --------------- | ------ | --- |
| Classe Segura | Segura  | M-31 | 1999         | Bazan         | Espagne | 2.000                | 14              |        | La classe Segura est une série de navires de chasse aux mines destinés à la lutte contre les mines marines, construits pour la marine espagnole à la fin des années 1990 et au début des années 2000, qui portent le nom de rivières espagnoles. Le premier chasseur de mines, le M-31 Segura, donne son nom à cette classe de navires. |
| Classe Segura | Sella   | M-32 | 1999         | Bazan         | Espagne | 2.000                | 14              |        | La classe Segura est une série de navires de chasse aux mines destinés à la lutte contre les mines marines, construits pour la marine espagnole à la fin des années 1990 et au début des années 2000, qui portent le nom de rivières espagnoles. Le premier chasseur de mines, le M-31 Segura, donne son nom à cette classe de navires. |
| Classe Segura | Tambre  | M-33 | 2000         | Bazan         | Espagne | 2.000                | 14              |        | La classe Segura est une série de navires de chasse aux mines destinés à la lutte contre les mines marines, construits pour la marine espagnole à la fin des années 1990 et au début des années 2000, qui portent le nom de rivières espagnoles. Le premier chasseur de mines, le M-31 Segura, donne son nom à cette classe de navires. |
| Classe Segura | Turia   | M-34 | 2000         | Bazan         | Espagne | 2.000                | 14              |        | La classe Segura est une série de navires de chasse aux mines destinés à la lutte contre les mines marines, construits pour la marine espagnole à la fin des années 1990 et au début des années 2000, qui portent le nom de rivières espagnoles. Le premier chasseur de mines, le M-31 Segura, donne son nom à cette classe de navires. |
| Classe Segura | Duero   | M-35 | 2004         | Bazan         | Espagne | 2.000                | 14              |        | La classe Segura est une série de navires de chasse aux mines destinés à la lutte contre les mines marines, construits pour la marine espagnole à la fin des années 1990 et au début des années 2000, qui portent le nom de rivières espagnoles. Le premier chasseur de mines, le M-31 Segura, donne son nom à cette classe de navires. |
| Classe Segura | Tajo    | M-36 | 2005         | Bazan         | Espagne | 2.000                | 14              |        | La classe Segura est une série de navires de chasse aux mines destinés à la lutte contre les mines marines, construits pour la marine espagnole à la fin des années 1990 et au début des années 2000, qui portent le nom de rivières espagnoles. Le premier chasseur de mines, le M-31 Segura, donne son nom à cette classe de navires. |

### OPV
| Classes         | Navires   | No.  | Commissionné | Constructeurs                              | Origine | Deplacement (tonnes) | Vitesse (knots) | Photos | Notes |
| --------------- | --------- | ---- | ------------ | ------------------------------------------ | ------- | -------------------- | --------------- | ------ | --- |
| Classe Meteoro  | Meteoro   | P-41 | 2011         | Navantia                                   | Espagne | 2.840                | 20.5            |        | Le navire d'action maritime (BAM, également connu sous le nom de classe Meteor) est un type de navire modulaire basé sur la conception de type Navantia Avante 3000, adapté à différents objectifs sur une base commune, fabriqué par Navantia pour la marine espagnole. Appelé « patrouilleur hauturier », « OPV »4 (offshore patrouiller), « patrouilleur océanique » dans les appellations internationales, de taille comparable, mais avec des fonctions très différentes d'une corvette ou d'un aviso. |
| Classe Meteoro  | Raya      | P-42 | 2011         | Navantia                                   | Espagne | 2.840                | 20.5            |        | Le navire d'action maritime (BAM, également connu sous le nom de classe Meteor) est un type de navire modulaire basé sur la conception de type Navantia Avante 3000, adapté à différents objectifs sur une base commune, fabriqué par Navantia pour la marine espagnole. Appelé « patrouilleur hauturier », « OPV »4 (offshore patrouiller), « patrouilleur océanique » dans les appellations internationales, de taille comparable, mais avec des fonctions très différentes d'une corvette ou d'un aviso. |
| Classe Meteoro  | Relampago | P-43 | 2012         | Navantia                                   | Espagne | 2.840                | 20.5            |        | Le navire d'action maritime (BAM, également connu sous le nom de classe Meteor) est un type de navire modulaire basé sur la conception de type Navantia Avante 3000, adapté à différents objectifs sur une base commune, fabriqué par Navantia pour la marine espagnole. Appelé « patrouilleur hauturier », « OPV »4 (offshore patrouiller), « patrouilleur océanique » dans les appellations internationales, de taille comparable, mais avec des fonctions très différentes d'une corvette ou d'un aviso. |
| Classe Meteoro  | Tornado   | P-44 | 2012         | Navantia                                   | Espagne | 2.840                | 20.5            |        | Le navire d'action maritime (BAM, également connu sous le nom de classe Meteor) est un type de navire modulaire basé sur la conception de type Navantia Avante 3000, adapté à différents objectifs sur une base commune, fabriqué par Navantia pour la marine espagnole. Appelé « patrouilleur hauturier », « OPV »4 (offshore patrouiller), « patrouilleur océanique » dans les appellations internationales, de taille comparable, mais avec des fonctions très différentes d'une corvette ou d'un aviso. |
| Classe Meteoro  | Audaz     | P-45 | 2018         | Navantia                                   | Espagne | 2.840                | 20.5            |        | Le navire d'action maritime (BAM, également connu sous le nom de classe Meteor) est un type de navire modulaire basé sur la conception de type Navantia Avante 3000, adapté à différents objectifs sur une base commune, fabriqué par Navantia pour la marine espagnole. Appelé « patrouilleur hauturier », « OPV »4 (offshore patrouiller), « patrouilleur océanique » dans les appellations internationales, de taille comparable, mais avec des fonctions très différentes d'une corvette ou d'un aviso. |
| Classe Meteoro  | Furor     | P-46 | 2019         | Navantia                                   | Espagne | 2.840                | 20.5            |        | Le navire d'action maritime (BAM, également connu sous le nom de classe Meteor) est un type de navire modulaire basé sur la conception de type Navantia Avante 3000, adapté à différents objectifs sur une base commune, fabriqué par Navantia pour la marine espagnole. Appelé « patrouilleur hauturier », « OPV »4 (offshore patrouiller), « patrouilleur océanique » dans les appellations internationales, de taille comparable, mais avec des fonctions très différentes d'une corvette ou d'un aviso. |
| Classe Serviola | Serviola  | P-71 | 1991         | Bazan                                      | Espagne | 1.147                | 19              |        | Les 4 patrouilleurs ont vu leurs armements complètement modernisés en 2021 avec l'ajout de plusieurs systèmes s'ajoutant au canon principal de 76.2 mm. -1 RWS Escribano Sentinel 30 avec canon Bushmaster II de 30 mm - 2 RWS Escribano Guardian 2.0 de 12,7 mm |
| Classe Serviola | Centinela | P-72 | 1991         | Bazan                                      | Espagne | 1.147                | 19              |        | Les 4 patrouilleurs ont vu leurs armements complètement modernisés en 2021 avec l'ajout de plusieurs systèmes s'ajoutant au canon principal de 76.2 mm. -1 RWS Escribano Sentinel 30 avec canon Bushmaster II de 30 mm - 2 RWS Escribano Guardian 2.0 de 12,7 mm |
| Classe Serviola | Vigia     | P-73 | 1992         | Bazan                                      | Espagne | 1.147                | 19              |        | Les 4 patrouilleurs ont vu leurs armements complètement modernisés en 2021 avec l'ajout de plusieurs systèmes s'ajoutant au canon principal de 76.2 mm. -1 RWS Escribano Sentinel 30 avec canon Bushmaster II de 30 mm - 2 RWS Escribano Guardian 2.0 de 12,7 mm |
| Classe Serviola | Atalaya   | P-74 | 1992         | Bazan                                      | Espagne | 1.147                | 19              |        | Les 4 patrouilleurs ont vu leurs armements complètement modernisés en 2021 avec l'ajout de plusieurs systèmes s'ajoutant au canon principal de 76.2 mm. -1 RWS Escribano Sentinel 30 avec canon Bushmaster II de 30 mm - 2 RWS Escribano Guardian 2.0 de 12,7 mm |
| Classe Chilreu  | Alborán   | P-62 | 1997         | Construcciones Navales Paulino Freire S.A. | Espagne | 1.963                | 14              |        | Patrouilleurs Océaniques, à l'origine une série de 4 patrouilleurs dont la tête de série le P-61 Chilreu a été retiré du service en 2012. Les navires sont armés de 2 Mitrailleuses Browning M2 de 12,7 mm |
| Classe Chilreu  | Arnomendi | P-63 | 2000         | Construcciones Navales Paulino Freire S.A. | Espagne | 1.816                | 14              |        | Patrouilleurs Océaniques, à l'origine une série de 4 patrouilleurs dont la tête de série le P-61 Chilreu a été retiré du service en 2012. Les navires sont armés de 2 Mitrailleuses Browning M2 de 12,7 mm |
| Classe Chilreu  | Tarifa    | P-64 | 2004         | Construcciones Navales Paulino Freire S.A. | Espagne | 1.964                | 14              |        | Patrouilleurs Océaniques, à l'origine une série de 4 patrouilleurs dont la tête de série le P-61 Chilreu a été retiré du service en 2012. Les navires sont armés de 2 Mitrailleuses Browning M2 de 12,7 mm |

### Patrouilleurs
| Classes              | Navires      | No.   | Commissionné | Constructeurs     | Origine | Deplacement (tonnes) | Vitesse (knots) | Photos | Notes |
| -------------------- | ------------ | ----- | ------------ | ----------------- | ------- | -------------------- | --------------- | ------ | --- |
| Classe Anaga         | Tagomago     | P-22  | 1981         | Bazan             | Espagne | 319                  | 15              |        | La classe Anaga est une série de dix navires de patrouille ( seuls 3 sont encore en servie) de la marine espagnole conçus pour la surveillance côtière, la pêche et le sauvetage. Chaque navire porte le nom d'un îlot espagnol. Ils ont tous été construits par l'Empresa Nacional Bazán, puis Izar et maintenant Navantia, à San Fernando (Cadix). Ils sont remplacés par des navires d'action maritime. |
| Classe Anaga         | Medas        | P-26  | 1981         | Bazan             | Espagne | 319                  | 15              |        | La classe Anaga est une série de dix navires de patrouille ( seuls 3 sont encore en servie) de la marine espagnole conçus pour la surveillance côtière, la pêche et le sauvetage. Chaque navire porte le nom d'un îlot espagnol. Ils ont tous été construits par l'Empresa Nacional Bazán, puis Izar et maintenant Navantia, à San Fernando (Cadix). Ils sont remplacés par des navires d'action maritime. |
| Classe Anaga         | Tabarca      | P-28  | 1981         | Bazan             | Espagne | 319                  | 15              |        | La classe Anaga est une série de dix navires de patrouille ( seuls 3 sont encore en servie) de la marine espagnole conçus pour la surveillance côtière, la pêche et le sauvetage. Chaque navire porte le nom d'un îlot espagnol. Ils ont tous été construits par l'Empresa Nacional Bazán, puis Izar et maintenant Navantia, à San Fernando (Cadix). Ils sont remplacés par des navires d'action maritime. |
| Classe Toralla       | Toralla      | P-81  | 1987         | Astilleros Viudes | Espagne | 133                  | 20              |        | La classe Toralla est une série de deux patrouilleurs de petit tonnage de la marine espagnole dédiés au contrôle de la zone économique exclusive (ZEE). Son projet de base est le même que celui de la classe Alcaraván, dont le Service de surveillance douanière a acquis cinq unités (Alcaraván-I à Alcaraván-V), bien que les exemplaires de la Marine aient beaucoup moins de puissance et de vitesse. Sa coque est en bois recouvert de plastique renforcé de verre (ou GRP, acronyme en anglais de glass-reinforced plastic). |
| Classe Toralla       | Formentor    | P-82  | 1989         | Astilleros Viudes | Espagne | 133                  | 20              |        | La classe Toralla est une série de deux patrouilleurs de petit tonnage de la marine espagnole dédiés au contrôle de la zone économique exclusive (ZEE). Son projet de base est le même que celui de la classe Alcaraván, dont le Service de surveillance douanière a acquis cinq unités (Alcaraván-I à Alcaraván-V), bien que les exemplaires de la Marine aient beaucoup moins de puissance et de vitesse. Sa coque est en bois recouvert de plastique renforcé de verre (ou GRP, acronyme en anglais de glass-reinforced plastic). |
| Clase Rodman 101     | Isla de León | P-83  | 2022         | Rodman Polyships  | Espagne | 62                   | 25              |        | Navires transférés des douanes vers l'Armada |
| Clase Rodman 66      | Isla Pinto   | P-84  | 2023         | Rodman Polyships  | Espagne | 44                   | 32              |        | Navires transférés des douanes vers l'Armada |
| Clase Aresa PVC-160  | Ayamonte     | P-114 | 1979         | Aresa             | Espagne | 18.5                 | 23.3            |        | |
| Patrouilleur Fluvial | Cabo Fradera | P-201 | 1963         |                   | Espagne | 28                   | 11              |        | |

### Navires de Transport
| Classes                                 | Navires              | No.  | Commissionné | Constructeurs        | Origine | Deplacement (tonnes) | Vitesse (knots) | Photos | Notes                                                     |
| --------------------------------------- | -------------------- | ---- | ------------ | -------------------- | ------- | -------------------- | --------------- | ------ | --------------------------------------------------------- |
| Navires de transports logistiques (BTL) | Ysabel               | A-06 | 2021 (2003)  | Hijos de J. Barreras | Espagne | 16 361               | 17              |        | Les 3 navires appartiennent à l'armée de terre espagnole. |
| Navires de transports logistiques (BTL) | El Camino Español    | A-07 | 2023 (1998)  | Fosen                | Norvège | 12 251               | 20              |        | Les 3 navires appartiennent à l'armée de terre espagnole. |
| Navire de Transport leger               | Contramaestre Casado | A-01 | 1982 (1953)  | Eriksberg M/V A/B    | Suède   | 4 965                | 14              |        | Les 3 navires appartiennent à l'armée de terre espagnole. |

### Navires auxiliaires
| Classes                                                 | Navires                  | No.   | Commissionné | Constructeurs                      | Origine   | Deplacement (tonnes) | Vitesse (knots) | Photos | Notes |
| ------------------------------------------------------- | ------------------------ | ----- | ------------ | ---------------------------------- | --------- | -------------------- | --------------- | ------ | --- |
| Navire de Recherche et de Sauvetage                     | Neptuno                  | A-20  | 1988 (1975)  | Duro Felguera                      | Espagne   | 1 860                | 13.5            |        | Flotte Auxiliaire de la marine Espagnole: - Le navire de recherche Neptuno sera remplacé en 2026 par un nouveau navire de Sauvetage |
| Navire Hidrografique Classe Malaespina                  | Malaspina                | A-31  | 1975         | Bazan                              | Espagne   | 1 090                | 15              |        | Flotte Auxiliaire de la marine Espagnole: - Le navire de recherche Neptuno sera remplacé en 2026 par un nouveau navire de Sauvetage |
| Navire Hidrografique Classe Malaespina                  | Tofiño                   | A-32  | 1975         | Bazan                              | Espagne   | 1 090                | 15              |        | Flotte Auxiliaire de la marine Espagnole: - Le navire de recherche Neptuno sera remplacé en 2026 par un nouveau navire de Sauvetage |
| Navires Hidrografiques Transportables Clase Rodman 1250 | Astrolabio               | A-91  | 2001         | Rodman Polyships                   | Espagne   | 8.5                  | 30              |        | Flotte Auxiliaire de la marine Espagnole: - Le navire de recherche Neptuno sera remplacé en 2026 par un nouveau navire de Sauvetage |
| Navires Hidrografiques Transportables Clase Rodman 1250 | Escandallo               | A-92  | 2004         | Rodman Polyships                   | Espagne   | 8.5                  | 30              |        | Flotte Auxiliaire de la marine Espagnole: - Le navire de recherche Neptuno sera remplacé en 2026 par un nouveau navire de Sauvetage |
| Navire Hidrografique Transportables                     | Sondaleza                | A-93  | 2016         |                                    | Espagne   | 10                   | 2               |        | Flotte Auxiliaire de la marine Espagnole: - Le navire de recherche Neptuno sera remplacé en 2026 par un nouveau navire de Sauvetage |
| Recherche océanographique Classe Hespérides             | Hespérides               | A-33  | 1991         | Bazan                              | Espagne   | 2 800                | 15              |        | Flotte Auxiliaire de la marine Espagnole: - Le navire de recherche Neptuno sera remplacé en 2026 par un nouveau navire de Sauvetage |
| Navire logistique polyvalent                            | Carnota                  | A-61  | 2023 (2014)  | Zamakona Shipyard                  | Espagne   | 2 295                | 16              |        | Flotte Auxiliaire de la marine Espagnole: - Le navire de recherche Neptuno sera remplacé en 2026 par un nouveau navire de Sauvetage |
| Recherche océanographique Classe Circos                 | Las Palmas               | A-52  | 1981 (1978)  | Astilleros del Atlántico Santander | Espagne   | 1.500                | 13              |        | Flotte Auxiliaire de la marine Espagnole: - Le navire de recherche Neptuno sera remplacé en 2026 par un nouveau navire de Sauvetage |
| Navires Ecole                                           | Juan Sebastián de Elcano | A-71  | 1928         | Echevarrieta y Larrinaga           | Espagne   | 3.770                | 10              |        | Flotte Auxiliaire de la marine Espagnole: - Le navire de recherche Neptuno sera remplacé en 2026 par un nouveau navire de Sauvetage |
| Navires Ecole                                           | Intermares               | A-41  | 2018 (2009)  | Astilleros Armón Vigo              | Espagne   | 3.200                | 15.6            |        | Flotte Auxiliaire de la marine Espagnole: - Le navire de recherche Neptuno sera remplacé en 2026 par un nouveau navire de Sauvetage |
| Guerre Electronique Classe Darss Modifié                | Alerta                   | A-111 | 1992 (1982)  | Neptunwerft                        | Allemagne | 2.292                | 12              |        | Flotte Auxiliaire de la marine Espagnole: - Le navire de recherche Neptuno sera remplacé en 2026 par un nouveau navire de Sauvetage |

## Aéronefs
Les appareils en service en 2024 sont les suivants :
| Aéronefs                               | Origine                | Type                    | En service       | Versions                                              | Notes                                                |
| Avions                                 | Avions                 | Avions                  | Avions           | Avions                                                | Avions                                               |
| -------------------------------------- | ---------------------- | ----------------------- | ---------------- | ----------------------------------------------------- | ---------------------------------------------------- |
| McDonnell Douglas AV-8B Harrier II     | Royaume-Uni États-Unis | Avion multirôle         | 13 en Service    | AV-8 Harrier II TAV-8 Harrier II                      | 13 appareils en service, en attente de remplacement. |
| Cessna Citation II Cessna Citation VII | États-Unis             | Avion de Transport      | 4 en Service     | 3 modèle Citation II 1 modèle Citation VII            |                                                      |
| Hélicoptères                           |                        |                         |                  |                                                       |                                                      |
| SH-60B Seahawk                         | États-Unis             | Hélicoptère Multirole   | 12               |                                                       |                                                      |
| SH-60F Seahawk                         | États-Unis             | Hélicoptère Multirole   | 6                |                                                       |                                                      |
| Airbus H-135 P3H                       | Airbus Helicopters     | Hélicoptère Multirole   | 5                |                                                       |                                                      |
| NHIndustries NH90                      | NHIndustries           | Hélicoptère Multirole   | 0+ 7 En commande | MSPT (Maritime Spanish Tactical Transport Helicopter) | Commande pour 7 appareils.                           |
| Drones                                 |                        |                         |                  |                                                       |                                                      |
| Boeing Insitu ScanEagle                | États-Unis             | Drone de reconnaissance | 8                |                                                       |                                                      |